# Mitsubishi Grandis
Mitsubishi Grandis var en MPV fra den japanske bilfabrikant Mitsubishi Motors introduceret 14. maj 2003.
Udover den firecylindrede benzinmotor på 2,4 liter med 121 kW (165 hk) fandtes bilen også med en 2,0-liters dieselmotor fra Volkswagen med 100 kW (136 hk) (kunne mod merpris også fås med partikelfilter). Det kombinerede brændstofforbrug lå på 6,6 liter og CO2-udslippet på 176 g/km. Benzinmotoren kunne som ekstraudstyr fås med firetrins automatgear.
Grandis rådede over et omfangsrigt sikkerhedsudstyr med bl.a. airbags til fører og forsædepassager, gardinairbags til første og anden sæderække, ESP, bremseassistent, elektronisk bremsekraftfordeling og Isofix-befæstigelse til autostole.
Grandis fandtes i udstyrsvarianterne Invite og Intense. Invite-varianten var udstyret med syv siddepladser (med tre i stedet for to sæder i anden sæderække). Intense-varianten havde som standardudstyr seks enkeltsæder og ekstra komfortudstyr, bl.a. separat klimaanlæg bagi.
Grandis udgik af produktion i 2011.

## Tekniske specifikationer
| Model         | Cylindre | Ventiler | Slagvolume cm³ | Max. effekt kW (hk) / omdr. | Max. drejningsmoment Nm / omdr. | 0-100 km/t sek. | Topfart km/t |
| ------------- | -------- | -------- | -------------- | --------------------------- | ------------------------------- | --------------- | ------------ |
| Benzinmotorer |          |          |                |                             |                                 |                 |              |
| 2.4           | 4        | 16       | 2378           | 121 (165) / 6000            | 217 / 4000                      | 10,0            | 200          |
| 2.4 aut.      | 4        | 16       | 2378           | 121 (165) / 6000            | 217 / 4000                      | 11,7            | 190          |
| Dieselmotorer |          |          |                |                             |                                 |                 |              |
| 2.0 DI-D      | 4        | 16       | 1968           | 100 (136) / 4000            | 310 / 1750                      | 10,8            | 195          |